# Georg Carl von Döbeln
Georg Carl von Döbeln (29. april 1758-16. februar 1820) var en svensk officer, der i litteraturen kendes fra Johan Ludvig Runebergs Fänrik Ståls sägner. Han var sønnesøns søn af Johan Jacob Döbelius.
Döbeln kæmpede på fransk side mod englænderne i Indien og forblev i fransk tjeneste efter freden. Han vendte i 1788 tilbage til Sverige for at deltage i Gustav III's krig mod Rusland og blev kaptajn i infanteriet. Han blev ramt af en kugle i panden, og operationen efterlod et hul i kraniet, som han siden holdt dækket med et sort bånd. I 1808 gjorde han sig bemærket i slaget ved Juutas. Under Karl 14. Johans krig mod Napoleon faldt Döbeln i unåde og blev dømt til døden – en straf som dog blev til fængsel.